# 雷米·卡瓦尼亚
雷米·卡瓦尼亚（法語：Rémi Cavagna，1995年8月10日—），法国男子自行车运动员，2020年欧洲公路自行车锦标赛男子计时赛银牌得主、2023年世界公路自行车锦标赛混合团体接力银牌得主。